# Río Malleta
Der Río Malleta ist ein 40 km langer linker Nebenfluss des Río Marañón, linker Quellfluss des Amazonas, im Osten der Provinz Cutervo in der nordperuanischen Region Cajamarca.

## Flusslauf
Der Río Malleta entspringt in der peruanischen Westkordillere 13 km nordnordöstlich der Provinzhauptstadt Cutervo auf einer Höhe von etwa 3300 m. Das Quellgebiet und der Oberlauf liegen im Distrikt San Andrés de Cutervo. Der Río Malleta fließt anfangs 20 km in ostnordöstlicher Richtung. Dabei passiert er bei Flusskilometer 32 das Distriktverwaltungszentrum San Andrés de Cutervo. Anschließend wendet er sich etwa 5 Kilometer nach Norden, bevor er auf seiner restlichen Fließstrecke in nordnordöstlicher Richtung verläuft. Der Río Mallete mündet schließlich auf einer Höhe von etwa 480 m gegenüber der Ortschaft Puerto Malleta in den Río Marañón. Auf den unteren 17 Kilometern befindet sich am linken Flussufer der Distrikt Tomás. Ab Flusskilometer 25 befinden sich am rechten Flussufer die Distrikte Socota, San Juan de Cutervo und Cujillo.

## Einzugsgebiet
Der Río Malleta entwässert ein Areal von etwa 365 km² an der Ostseite der peruanischen Westkordillere. Das Einzugsgebiet des Río Malleta grenzt im Osten an das des Río Silaco, im Süden an das des Río Chilac, im Westen und im Nordwesten an das des Río Chamaya sowie im Norden an das des abstrom gelegenen Río Marañón.